# Phaeogenes jucundus
Phaeogenes jucundus är en stekelart som beskrevs av Wesmael 1845. Phaeogenes jucundus ingår i släktet Phaeogenes, och familjen brokparasitsteklar. Arten är reproducerande i Sverige.